# Anthonie Stolk
Anthonie Stolk (Rotterdam, 26 oktober 1916 - Noordwijk aan Zee, 5 september 1996) was een hoogleraar aan de Vrije Universiteit in Amsterdam.

## Scholing
Stolk doorliep het Marnix Gymnasium  in Rotterdam en studeerde vanaf 1938 medicijnen  aan de Universiteit van Utrecht. Daarnaast studeerde hij biologie – eveneens in Utrecht – en behaalde zijn doctoraalexamen in 1945. In 1948 werd hij tevens doctorandus in de geneeskunde. Zijn doel was zich te wijden aan wetenschappelijk onderzoek. Aansluitend schreef hij proefschriften voor beide vakken, waarop hij op 6 juni 1950 in Utrecht promoveerde.

## Loopbaan
Van 1950 tot 1962 was hij hoogleraar aan de Vrije Universiteit.
Hij legde een enorme productiviteit aan de dag met jaarlijks circa 30 artikelen die verschenen in toonaangevende tijdschriften zoals The Lancet, Nature en de Proceedings of the Koninklijke Nederlandse Akademie van Wetenschappen. In 1957 nam zijn productiviteit verder toe toen hij onder pseudoniem dr. Carol Brubaker ‘waargebeurde’ avonturenverhalen begon te publiceren over expedities naar donker Afrika. Hij voorzag zijn ‘dr. Brubaker’-boeken van zelfgemaakte foto’s. Sommige collega’s van Stolk dachten dat de foto’s in dierentuinen waren genomen. Ook vonden ze dat een plattegrond van een Afrikaans dorp verdacht veel leek op een microscopisch beeld van een cel. Hij zei in een interview dat hij een poëzieprijs had gewonnen.

## Ontslag bij de Vrije Universiteit
In 1962 liep Stolk tegen de lamp.
De Organisatie ter Verbetering van de Binnenvisserij (OVB) ontdekte dat een onderzoek van Stolk naar bacteriestammen bij 14.000 vissen onderlinge tegenstrijdigheden bevatte. Het OVB vermoedde dat de gegevens waren verzonnen. Ook bleek het onderzoek van Stolk voor het farmabedrijf Ulcerpax niet te kloppen. Stolk zou 1.828 ratten hebben onderzocht. Het faculteitsbestuur vond slechts de onderzoeksgegevens van 180 ratten. Het Nederlands Tijdschrift voor Geneeskunde (1964;108:907) vermeldde in 1964 dat 'de beschreven experimenten [van Stolk] niet geheel betrouwbaar waren en dat de uit de proefneming getrokken conclusies niet meer gehandhaafd konden worden'. Dit was een van de weinige publieke gevallen waarin collega-onderzoekers erkenden dat het onderzoek van Stolk niet deugde.
Hetzelfde gebeurde bij een onderzoek voor een ander farmabedrijf, Brocades. Stolk bleek voor dit bedrijf niet 23.000 vissen te hebben onderzocht maar slechts 600. Hoewel Stolk bezwoer dat hij de onderzoeksgegevens van de andere 22.400 vissen thuis had liggen, werden ze nooit gevonden. Stolk werd met verlof gestuurd. Uiteindelijk besloot de VU na verschillende medische adviezen dat Stolk vanwege vroegtijdige dementie met pensioen moest. De betrokkenen bij de VU kregen een spreekverbod opgelegd. De amanuensis van Stolk, vermeldde dat hij gedwongen was om een zwijgeed af te leggen (in een interview met Van Kolfschooten).
De geruisloze aftocht van Stolk leidde ertoe dat veel publicaties van Stolk niet ter discussie werden gesteld. De Proceedings van de KNAW trok (op een enkele uitzondering na) het werk van Stolk niet terug. Uit de Science Citation Index bleek dat het werk van Stolk na diens pensioen nog regelmatig werd aangehaald. Volgens collega’s is er weinig zekerheid dat de artikelen juist zijn. In een artikel in het blad Canadian Journal of Fisheries and Aquatic Sciences (juli 1987, p. 1289-1300) waarschuwden de auteurs J.R. Geraci, N.C. Palmer en D.J. St. Aubin, dat onderzoeksresultaten van Stolk op het gebied van walvistumoren niet betrouwbaar waren. Zij stelden vast dat ten minste 8 tumoren die Stolk beweerde te hebben gevonden bij walvissen 'omstreden' waren, omdat ze nooit door andere onderzoekers waren gevonden. Slechts één tumor die Stolk zei te hebben gevonden werd ook door een andere wetenschapper gevonden, aldus het artikel in het Canadese tijdschrift.
Zijn ex-collega aan de VU, prof. dr. F.C. Stam vertelde in 1993 aan onderzoeksjournalist Frank van Kolfschooten:
‘Ik kan mij niet voorstellen dat die [publicaties] kwalitatief betrouwbaar zijn. Ik zou wel eens willen weten waar hij de tijd vandaan had moeten halen om al die onderzoeken te doen. Hij had nauwelijks staf en leefde in een isolement’.

## Na zijn gedwongen vertrek
Omdat de Vrije Universiteit de reden voor het vervroegde pensioen van Stolk geheim hield, bleef hij ook na zijn pensionering de hoogleraarstitel voeren en kon zo tot in de jaren 1990 een prominente rol spelen in de Nederlandse media, met columns en populair-wetenschappelijke boeken en stukken. Hij was columnist bij De Telegraaf tot in de jaren 1990 en hij was ook vaste medewerker bij de radio.
Op 19 februari 1964 werd hem de Jacob van Maerlantprijs voor populair-wetenschappelijke publicaties uitgereikt voor het boek "Primitief gedrag", een deel in een reeks over proto-psychologie dat verscheen op 6 september 1963.
In 1964 kwam hij in het nieuws met de ‘ontdekking’ in Zuid-Amerika van een schat van ruwe smaragden, beelden en andere kostbare voorwerpen. Stolk vertelde hierover dat hij naar het  zuidelijke Amazonegebied was gegaan voor een foto- en filmexpeditie naar zeldzame planten en dieren. Onderweg had hij de resten van 16e-eeuwse Chibcha-indianen gevonden en was toen verder gaan zoeken: ‘Ik ben geen archeoloog, maar als je er zo met je neus op wordt gedrukt…. Je zou het inderdaad een schat kunnen noemen als je het materialistisch zou bekijken, maar daar heb ik geen behoefte aan. Ik voel er niet voor om de kunstvoorwerpen die ik gevonden heb te verkopen. Die bewaar ik thuis, veilig in de kluis. Daar heb ik nu eenmaal plezier in’. 
De schat is nooit aangetroffen, niet in Zuid-Amerika en ook niet in de kluis bij Stolk thuis. Wel bleef Stolk tot op hoge leeftijd vertellen en publiceren over zijn ontdekkingsreizen. Omdat hij nooit in het openbaar was ontmaskerd vond hij bij de pers een willig oor.
Pas in 1993 werd duidelijk dat Stolk in de jaren 1950 en 1960 jarenlang onderzoeksgegevens had verzonnen. Dat kwam aan het licht in een boek van onderzoeksjournalist Frank van Kolfschooten, Valse Vooruitgang. Van Kolfschooten heeft in zijn onderzoek schriftelijke bronnen betrokken. Ook interviewde hij een groot aantal oud-collega's van Stolk en anderen die bij de affaire waren betrokken die hij als bron mocht noemen in zijn boek.

## Publicaties
- Histo-endocrinologische analyse van de graviditeitsverschijnselen bij de Cyprinodontide Lebistes reticulatus. Academisch proefschrift, biologie, 1950
- Enige gevallen van gezwellen en ontstekingen bij poikilotherme vertebraten. Een bijdrage tot de vergelijkende pathologie. Academisch proefschrift, geneeskunde, 1950
- Therapeutic effect of Ulcerpax-70D and licorice on experimental gastric ulcer of the albino rat. (1962) Proceedings of the Koninklijke Nederlandse Akademie van Wetenschappen, Series C, 65, 313; (1963) Proceedings of the Koninklijke Nederlandse Akademie van Wetenschappen, C, 66, 390.